# Melvin Franklin
Melvin Franklin (* 12. Oktober 1942 in Montgomery, Alabama; † 23. Februar 1995 in Los Angeles; bürgerlicher Name David Melvin English) war ein US-amerikanischer Bass-Sänger. Bekannt wurde er als Mitglied der Gruppe The Temptations von 1961 bis 1994. Franklins Neffe war der spätere Motown-Star Rick James.

## Biografie
Geboren wurde er in Montgomery als David English. Der Sohn eines Priesters zog mit seiner Familie im Alter von neun Jahren nach Detroit, Michigan. Als Künstlernamen nahm er den Nachnamen seiner Mutter (Franklin) an. Er war Mitglied einer Anzahl von regionalen Gesangsgruppen in Detroit, inklusive The Voice Masters mit Lamont Dozier und David Ruffin (ein entfernter Cousin Franklins) und sang gemeinsam mit seinem Cousin Richard Street.
Eines Tages, er war auf dem Nachhauseweg von der Schule, wurde er von einem großen dunkelhäutigen Teenager verfolgt, der ihn auf sich aufmerksam machte. Er dachte, der Fremde wäre ein Bandenmitglied, sodass Franklin vor ihm flüchtete. Später stellte sich jedoch heraus, dass es sich bei dem jungen Mann um Otis Williams, einem Sänger der Gruppe The Distans, handelte. Franklin kam als Bass-Sänger zur Gruppe. Im Jahr 1960 gründeten sie mit Elbridge Bryant, Paul Williams und Eddie Kendricks die Gruppe The Elgins. Im März 1961 unterzeichneten The Elgins einen Plattenvertrag mit Motown-Records unter einem neuen Namen: The Temptations. Er schwärmte für die Farbe Blau, sodass er von seinen Freunden und Bekannten den Rufnamen „Blue“ (deutsch.: Blau) erhielt.
Nach über dreißigjähriger Freundschaft zwischen Williams und Franklin, haben beide nie die Gruppe verlassen. Als einer der berühmtesten Bass-Sänger der Black-Music wurde Franklins Stimme zum Markenzeichen der Gruppe.
In den späten 1960er-Jahren wurde bei Franklin rheumatische Arthritis diagnostiziert. Die Symptome der Krankheit wurden mit Cortison behandelt, so dass er weiterhin auftreten und singen konnte. Die regelmäßige Benutzung des Cortisons schädigte sein Immunsystem jedoch und er wurde dadurch anfällig für andere Infektionen und Krankheiten. In den frühen 1980er-Jahren erkrankte er an Diabetes. Im Jahr 1978 wurde ihm in die Hand und ins Bein geschossen, als er versuchte, einen Mann aufzuhalten, der seinen Wagen stehlen wollte. Franklin fiel am 17. Februar 1995 ins Koma und verstarb sechs Tage darauf, im Alter von 52 Jahren, an einem Hirnschlag. Er hinterließ seine Frau Kimberly English und seine vier Kinder David Jr., Davette, Felicia, und Niquos. Franklin wurde in einem Außengrab im Forest Lawn Memorial Park at Hollywood Hills in Los Angeles, Kalifornien bestattet.
1998 wurde Franklin von dem Schauspieler D. B. Woodside in der NBC-Miniserie The Temptations dargestellt.